# Zygmunt Łupina
Zygmunt Władysław Łupina (ur. 2 maja 1929 w Obroczy, zm. 5 października 2017 w Lublinie) – polski polityk, historyk i nauczyciel, doktor nauk historycznych, poseł na Sejm X kadencji (1989–1991).

## Życiorys
Ukończył w 1958 studia na Wydziale Humanistycznym Uniwersytetu Marii Curie-Skłodowskiej w Lublinie, w 1977 uzyskał stopień doktora nauk historycznych. W latach 1956–2004 był nauczycielem historii w szkołach średnich w Lublinie. W trakcie studiów był działaczem Zrzeszenia Studentów Polskich, Związku Młodzieży Polskiej, Akademickiego Związku Sportowego oraz działaczem Polskiej Zjednoczonej Partii Robotniczej w latach 1951–1957. W październiku 1957 złożył legitymację partyjną.
W 1980 wstąpił do Niezależnego Samorządnego Związku Zawodowego „Solidarność”, przewodniczył regionalnej sekcji pracowników oświaty i wychowania. W stanie wojennym został internowany na okres od 13 grudnia 1981 do 15 września 1982. W trakcie osadzenia zorganizował Wszechnicę Internowanych, która m.in. przeprowadziła ustny egzamin maturalny Wiktora Judy, uznany następnie przez Katolicki Uniwersytet Lubelski za skuteczny. Po zwolnieniu działał w podziemiu, kontynuując nauczanie w ramach Wszechnicy Związkowej.
W 1989 został posłem na Sejm X kadencji z okręgu Kraśnik z ramienia Komitetu Obywatelskiego. W Sejmie był członkiem Obywatelskiego Klubu Parlamentarnego, zasiadał w Komisji Edukacji, Nauki i Postępu Technicznego oraz w Komisji Nadzwyczajnej do rozpatrzenia projektów ustaw dotyczących samorządu terytorialnego. Pod koniec lat 90. należał do Ruchu Społecznego AWS. Zaangażował się również w działalność organizacji katolickich.
W 1976 otrzymał Złoty Krzyż Zasługi. W 2013, za wybitne zasługi dla przemian demokratycznych w Polsce, za osiągnięcia w działalności państwowej i publicznej, odznaczony Krzyżem Oficerskim Orderu Odrodzenia Polski.
Pochowany na cmentarzu przy ul. Lipowej w Lublinie.